# Jorge Cruz
Jorge Enrique Cruz (Tuluá, 30 marzo 1966) è un ex calciatore colombiano, di ruolo attaccante.

## Carriera

### Club
Durante la sua carriera ha giocato con varie squadre di club, tra cui anche l'Huracán.

### Nazionale
Conta una presenza con la Nazionale colombiana.